# Silly-la-Poterie
Silly-la-Poterie és un municipi francès situat al departament de l'Aisne i a la regió dels Alts de França. L'any 2007 tenia 144 habitants.

## Demografia

### Població
El 2007 la població de fet de Silly-la-Poterie era de 144 persones. Hi havia 52 famílies de les quals 12 eren unipersonals (8 homes vivint sols i 4 dones vivint soles), 20 parelles sense fills i 20 parelles amb fills.
La població ha evolucionat segons el següent gràfic:
Habitants censats

### Habitatges
El 2007 hi havia 82 habitatges, 54 eren l'habitatge principal de la família, 25 eren segones residències i 3 estaven desocupats. Tots els 82 habitatges eren cases. Dels 54 habitatges principals, 49 estaven ocupats pels seus propietaris, 1 estava llogat i ocupat pels llogaters i 4 estaven cedits a títol gratuït; 4 tenien dues cambres, 13 en tenien tres, 9 en tenien quatre i 28 en tenien cinc o més. 46 habitatges disposaven pel capbaix d'una plaça de pàrquing. A 25 habitatges hi havia un automòbil i a 25 n'hi havia dos o més.

### Piràmide de població
La piràmide de població per edats i sexe el 2009 era:
| Homes | Edats   | Dones |
| ----- | ------- | ----- |
| 0     | 95 o +  | 0     |
| 0     | 90 a 94 | 0     |
| 4     | 85 a 89 | 0     |
| 0     | 80 a 84 | 8     |
| 0     | 75 a 79 | 0     |
| 0     | 70 a 74 | 0     |
| 8     | 65 a 69 | 8     |
| 0     | 60 a 64 | 4     |
| 0     | 55 a 59 | 8     |
| 16    | 50 a 54 | 4     |
| 4     | 45 a 49 | 4     |
| 0     | 40 a 44 | 0     |
| 8     | 35 a 39 | 0     |
| 4     | 30 a 34 | 8     |
| 8     | 25 a 29 | 16    |
| 0     | 20 a 24 | 0     |
| 4     | 15 a 19 | 0     |
| 0     | 10 a 14 | 0     |
| 0     | 5 a 9   | 8     |
| 4     | 0 a 4   | 4     |

## Economia
El 2007 la població en edat de treballar era de 95 persones, 72 eren actives i 23 eren inactives. De les 72 persones actives 61 estaven ocupades (31 homes i 30 dones) i 11 estaven aturades (8 homes i 3 dones). De les 23 persones inactives 7 estaven jubilades, 5 estaven estudiant i 11 estaven classificades com a «altres inactius».

### Ingressos
El 2009 a Silly-la-Poterie hi havia 60 unitats fiscals que integraven 139 persones, la mediana anual d'ingressos fiscals per persona era de 18.780 €.

### Activitats econòmiques
Dels 3 establiments que hi havia el 2007, 1 era d'una empresa d'hostatgeria i restauració, 1 d'una empresa de serveis i 1 d'una entitat de l'administració pública.
L'únic servei als particulars que hi havia el 2009 era un restaurant.

## Poblacions més properes
El següent diagrama mostra les poblacions més properes.